# Hikari
『hikari』（ヒカリ）は、シドの通算6枚目、メジャー1枚目のアルバム。2009年7月1日にキューンレコードより発売された。

## 概要
メジャーデビュー後のシングルA面3曲・B面1曲を含む全11曲のアルバム。初動のみで前オリジナルアルバムの累計売上のおよそ倍を売り上げ、最終的に10万枚を超えてシド史上売上1位。オリコンチャートでは初のトップ3入りを果たした。
初回限定版A・初回限定版B・通常版の3タイプがある。
DVDにはA、BそれぞれTOUR 2009 サクラサク 全日程密着映像が収録されている。

## 収録曲
1. 嘘
  - MBS・TBS系アニメ『鋼の錬金術師 FULLMETAL ALCHEMIST』エンディングテーマ

3rdシングル。
2. 泣き出した女と虚無感
  - 「ジェムケリー」CMソング

2ndシングルのB面曲。
歌詞に初めて「俺」という言葉が使われた。
B面の曲がアルバムに収録されるのはインディーズ時代のアルバム、『星の都』以来である。
3. モノクロのキス
  - TBS系アニメ『黒執事』オープニングテーマ

1stシングル。
4. 2℃目の彼女
  - TBS系『あらびき団』2008年12月・2009年1月度エンディングテーマ
  - テレビ東京系『PVTV』2009年1月度エンディングテーマ
  - 「music.jp」CMソング。

2ndシングル。
5. capsule
このアルバムの中で唯一の激しい曲。また、メジャーデビュー後の楽曲では、この曲以降、音源中でシャウトを用いる曲が「S」まで一切ない。
ちなみにcapsuleという曲名や歌詞の過激さから薬物中毒がテーマと誤解されがちだが、実際はアンチによるネットでの中傷がテーマの曲である。
6. ドラマ
  - Wii専用ソフト『鋼の錬金術師 FULLMETAL ALCHEMIST 暁の王子』テーマソング
  - 「music.jp」CMソング
7. 光
このアルバムを引っさげてのツアーでは、必ずアンコールの最後に演奏された。また、それ以外のライヴでも大トリ又はダブルアンコールの1つ前でしか演奏されたことがない。

## 収録内容
| 全作詞: マオ。 |                          |           |          |      |
| #              | タイトル                 | 作詞      | 作曲     | 時間 |
| 1.             | 「落園」                 | マオ      | ゆうや   | 4:16 |
| 2.             | 「妄想日記2」            | マオ      | Shinji   | 3:51 |
| 3.             | 「嘘」                   | マオ      | ゆうや   | 3:25 |
| 4.             | 「サーカス」             | マオ      | 御恵明希 | 3:36 |
| 5.             | 「泣き出した女と虚無感」 | マオ      | 御恵明希 | 3:57 |
| 6.             | 「モノクロのキス」       | マオ      | Shinji   | 3:59 |
| 7.             | 「罪木崩し」             | マオ      | ゆうや   | 3:43 |
| 8.             | 「2℃目の彼女」           | マオ      | Shinji   | 4:13 |
| 9.             | 「capsule」              | マオ      | 御恵明希 | 3:43 |
| 10.            | 「ドラマ」               | マオ      | 御恵明希 | 3:49 |
| 11.            | 「光」                   | マオ      | 御恵明希 | 5:04 |
| 合計時間:      | 合計時間:                | 合計時間: | 43:37    |      |